# Neritos
Neritos este un gen de insecte lepidoptere din familia Arctiidae.

## Specii[1]
- Neritos abdominalis
- Neritos affinis
- Neritos albicollis
- Neritos apiciplaga
- Neritos atta
- Neritos cardinalis
- Neritos carmen
- Neritos carnea
- Neritos chrysozona
- Neritos citrinos
- Neritos coccinea
- Neritos coccineata
- Neritos cotes
- Neritos croceicauda
- Neritos croceicorpus
- Neritos cucufas
- Neritos cybar
- Neritos cyclopera
- Neritos discobola
- Neritos discophora
- Neritos drucei
- Neritos eximius
- Neritos fereunocolor
- Neritos flavibrunnea
- Neritos flavimargo
- Neritos flavipurpurea
- Neritos flavomarginata
- Neritos flavoroseus
- Neritos gibeauxi
- Neritos griseotincta
- Neritos hampsoni
- Neritos holophaea
- Neritos improvisa
- Neritos leucoplaga
- Neritos leucostigma
- Neritos macrostidza
- Neritos maculosa
- Neritos marmorata
- Neritos metaleuca
- Neritos neretina
- Neritos nigricollis
- Neritos nigricollum
- Neritos odorata
- Neritos patricki
- Neritos pectinata
- Neritos phaeoplaga
- Neritos postflavida
- Neritos prophaea
- Neritos psamas
- Neritos psammas
- Neritos purpurescens
- Neritos repanda
- Neritos roseata
- Neritos samos
- Neritos sanguipuncta
- Neritos sardanapalus
- Neritos sorex
- Neritos subflavida
- Neritos subgaudialis
- Neritos syntomoides
- Neritos tremula